# Ак'юлово
Ак'ю́лово (рос. Акъюлово, башк. Аҡъюл) — присілок у складі Хайбуллінського району Башкортостану, Росія. Входить до складу Ак'юловської сільської ради.
Населення — 84 особи (2010; 122 в 2002).
Національний склад:
- башкири — 100%

## Відомі люди
- Ільясова Юмабіка Салахетдинівна — башкирська поетеса.